# Haldenwang (Günzburg járás)
Haldenwang település Németországban, azon belül Bajorországban. Lakosainak száma 2142 fő (2023. december 31.).

## Népesség
A település népessége az elmúlt években az alábbi módon változott:
| Lakosok száma | 402  | 679  | 532  | 1615 | 1834 | 1877 | 1889 | 1937 | 2064 | 2142 |
|               | 1875 | 1950 | 1975 | 1987 | 2012 | 2014 | 2016 | 2017 | 2021 | 2023 |